# Elman Football Club
L'Elman Football Club és un club de Somàlia de futbol de la ciutat de Muqdisho.

## Palmarès
- Lliga somali de futbol:[2]
  - 000, 2001, 2002, 2003, 2011, 2012

- Copa somali de futbol:[3]
  - 2017